# Dragon (журнал)
Dragon («Дракон») — один из двух (наряду с Dungeon) официальных журналов о настольной ролевой игре Dungeons & Dragons. Ежемесячный выпуск журнала был инициирован создателем D&D Гэри Гайгэксом и начат компанией TSR, Inc. в 1976 году. В сентябре 2007 года вышел последний печатный выпуск журнала (#359), после чего компания Wizards of the Coast, текущий издатель D&D, перешла на выпуск только электронных версий журналов Dragon и Dungeon.

## Содержание
В журнале Dragon публикуются статьи о фэнтези и ролевых играх, при этом упор делается на D&D. Публикации предлагают игрокам и ведущим дополнительные правила, содержат описания новых классов, рас, монстров, предметов для D&D. Существует рубрика Sage Advice (советы мудреца), в которой редакторы отвечают на вопросы читателей. В журнале также публикуются тематические комиксы. В начале 1980-х в журнале печатались игровые модули (приключения), которые после 1986 года стали форматом отдельного журнала Dungeon.
Для Dragon пишут статьи многие разработчики D&D и авторы художественных книг, выпускающихся под этой маркой. Иногда в журнале публикуются выдержки из произведений известных фантастов, например, в 305-м номере был опубликован отрывок романа Джорджа Мартина «Пир стервятников». В Dragon имеется рубрика с обзорами книг и фильмов в жанре фэнтези и научной фантастики.